# Tapir
Tapirul (Tapirus) este un gen de mamifere imparicopitat din zona tropicală, cu corpul masiv, pielea netedă, buzele și nasul prelungite într-un fel de trompetă scurtă.
Nasul tapirului seamănă cu o trompă și poate fi folosit pentru a apuca ramurile și pentru a rupe frunzele cu care se hrănește.

## Specii
Genul Tapirus include următoarele specii:
- Tapirus roulini †
- Tapirus priscus †
- Tapirus balkanicus †
- Tapirus jeanpiveteaui †
- Tapirus arvernensis †
- Tapirus antiquus †
- Tapirus telleri †
- Tapirus hungaricus †
- Tapirus pannonicus †
- Tapirus polkensis †
- Tapirus bairdii
- Tapirus indicus
- Tapirus haysii †
- Tapirus merriami †
- Tapirus californicus †
- Tapirus veroensis †
- Tapirus terrestris
- Tapirus kabomani
- Tapirus pinchaque